# Veli-Matti Lindström
Veli-Matti Olavi Lindström, född 15 november 1983 i Nastola i Päijänne-Tavastland, är en finländsk backhoppare. Han har tävlat i backhoppning sedan 1999. Han bor i Lahtis och tävlar för Lahden Hiihtoseura.

## Karriär
Veli-Matti Lindström debuterade i världscupen under nyårstävlingen i Garmisch-Partenkirchen i Tyskland 1 januari 1999. Månaden efter tävlade han i junior-VM i Saalfelden i Österrike. Där vann han en silvermedalj i lagtävlingen. I junior-VM 2000 i Štrbské Pleso i Slovakien vann han en bronsmedalj i lagtävlingen. I sitt tredje junior-VM, i Karpacz i Polen februari 2001, blev Lindström dubbel juniorvärldsmästare.
Lindströms första pallplats i en deltävling i världscupen kom i Oberstdorf 3 mars 2001 då han blev nummer två. Månaden efter vann han en lagtävling i världscupen, i skidflygningsbacken i Planica i Slovenien. Säsongen 2000/2001 är hans hittills bästa i världscupen. Han blev nummer 18 sammanlagt. han har fem pallplatser i deltävlingar i världscupen. Bästa säsongen i tysk-österrikiska backhopparveckan är säsongen 2002/2003 då han blev nummer 15 sammanlagt.
Veli-Matti Lindström vann silver i herrarnas lagtävling (stor backe) vid olympiska vinterspelen 2002 i Salt Lake City i Utah i USA. Finland (Matti Hautamäki, Veli-Matti Lindström, Risto Jussilainen och Janne Ahonen) var endast 0,1 poäng, minsta möjliga marginal, efter Tyskland. I normalbacken blev Lindström nummer 5 och i stora backen nummer 37.
Skidflygnings-VM 2002 arrangerades 9-10 mars 2002 i Čerťák i Harrachov i Tjeckien. Här blev Lindström nummer fyra, endast 0,8 poäng från en bronsmedalj. Sven Hannawald från Tyskland vann tävlingen. Under VM i skidflygning 2004 i Planica arrangerades för första gången lagtävling i skidflygning. Norge vann första lagtävlingen 7,7 poäng före Finland (Janne Ahonen, Tami Kiuru, Matti Hautamäki och Veli-Matti Lindström). I den individuella tävlingen blev Lindström nummer 8. Lindström har också vunnit två mästerskap vid Ski-flying World Cup i Planica i lagtävlingarna 2002 och 2003. Hans längsta hopp är 225,5 meter, hoppad i Planica 2003.
I Skid-VM 2003 i Val di Fiemme i Italien startade Lindström i tävlingen i normalbacken. Där blev han nummer åtta, 10,5 poäng från prispallen.
Säsongen 2005/2006 skadade sig Lindström svårt och tävlade länge i kontinentalcupen. Han har växlad mellan A-landslag och B-landslag. Veli-Matti Lindström vann finländska mästerskapen i lagtävling med laget Lahden Hiihtoseura på hemmaplan i Lahtis 2011.